# Різницька башта
Різницька башта — належить до східної частини міських укріплень Кам’янця-Подільського. Башта призначалася для гарматного обстрілу протилежного берега р. Смотрич. На думку дослідника О. Прусевича назву «Різницька» башта отримала від середньовічного ремісничого цеху різників, який існував в Кам’янці ще в XV ст.

## Історія
На гравюрі Кам’янця (1673-1679 рр.) Кипріяна Томашевича зображена квадратною в плані під високим наметовим дахом. На плані міста Бенедикта Ренарда 1713 р. подана під назвою «Башта Ювелірів». На фотографії кінця XIX ст. башта зображена в зруйнованому стані – збережена лише на рівні першого ярусу. В 1968 р. на башті проведені ремонтно-консерваційні роботи. В 1986-1990 рр. реставраційні роботи.

## Опис
Башта кам’яна з розмежувальним поясом з цегли на рівні 1–го ярусу. Триярусна з боку каньйону р. Смотрич, висотою стін близько 11,0 м, двоярусна з західного боку, висотою стін до 6,5м. Споруда наближена до квадрату з частково збереженим прямокутним бойовим ходом кам’яно-земляних укріплень валів на рівні 1-го ярусу з півночі. Розміри стін башти 6,8м; 6,4м; 6,78м; 5,76м, товщиною від 0,9м до 1,2 м. Вхід в башту здійснюється на рівень 1-го ярусу з півночі,  на рівень 2-ого ярусу з заходу. Між ярусні перекриття дерев’яні балкові. Стіни башти прорізані бійницями різного розміру і призначення. Між ярусний зв'язок здійснюється по  дерев’яних сходах.  Дах наметовий з заломом, покрівля дерев’яна, гонтова по дерев’яних конструкціях. Декор виконаний в білому камені. Планувальна структура зальна. Конструктивна схема – масивна мурована. 